# Václav Sedláček (poslanec Českého zemského sněmu)
Václav Sedláček (21. února 1839 Klatovy – 22. srpna 1894 Klatovy) byl rakouský a český právník a politik, v 2. polovině 19. století poslanec Českého zemského sněmu.

## Biografie
Vystudoval gymnázium v Klatovech a pak Karlo-Ferdinandovu univerzitu v Praze, kde absolvoval práva a roku 1865 získal titul doktora práv. Profesně působil jako advokát. Dlouhodobě zasedal v městské radě v Klatovech, byl ředitelem městské spořitelny, spoluzakládal místní Měšťanskou besedu a byl členem výboru klatovské hasičské jednoty. Město Klatovy mu udělilo čestné občanství.
V 70. letech 19. století se zapojil i do zemské politiky. V doplňovacích volbách v roce 1874 byl zvolen v městské kurii (volební obvod Klatovy, Domažlice) do Českého zemského sněmu. Vzhledem k tehdy probíhající politice pasivní rezistence (český bojkot zemského sněmu) ale mandát nepřevzal, byl jej pro absenci zbaven a opakovaně manifestačně znovu volen. Uspěl takto v doplňovacích volbách roku 1875 a roku 1876. Mandát obhájil i v řádných volbách v roce 1878, po nichž již se aktivně mandátu ujal. Stejně tak byl zvolen i ve volbách v roce 1883 a volbách v roce 1889. Politicky patřil k staročeské straně. V závěrečných letech svého působení na sněmu zastával pravidelně funkci generálního zpravodaje při jednání o zemském rozpočtu.
Zemřel po delší nemoci v srpnu 1894. Pohřben byl na městském hřbitově v Klatovech.